# Westfälische Notarkammer
Die Westfälische Notarkammer ist eine Körperschaft des öffentlichen Rechts, in der die Notare aus dem Bezirk des Oberlandesgerichts Hamm organisiert sind und die ihre Interessen als Berufskammer vertritt. Der Sitz der Kammer befindet sich an der Ostenallee im westfälischen Hamm.
Der Kammerbezirk umfasst mit den Landgerichtsbezirken Arnsberg, Bielefeld, Bochum, Detmold, Dortmund, Essen, Hagen, Münster, Paderborn und Siegen den gesamten Westfälischen Landesteil von Nordrhein-Westfalen. Am 16. August 2022 hatte die Notarkammer 1299 Mitglieder. Die Mitglieder sind Anwaltsnotare, das heißt, sie üben das öffentliche Notaramt neben dem Beruf des Rechtsanwalts aus.
Aufsichtsbehörde ist die Landesjustizverwaltung (Justizministerium Nordrhein-Westfalen).

## Präsidium
Der Präsident vertritt die Notarkammer gerichtlich und außergerichtlich. Das aus der Mitte des Vorstands gewählte Präsidium unterstützt ihn dabei. Das Präsidium setzt sich wie folgt zusammen:
- Präsident: Rechtsanwalt und Notar Christian Auffenberg, Paderborn
- Vizepräsidentin: Rechtsanwältin und Notarin Dr. Sabine Schulte-Strotmann, Rheine
- Vizepräsident: Rechtsanwalt und Notar Kai Neuvians, Dortmund
- Schatzmeister: Rechtsanwalt und Notar Andreas Meredig, Bochum
- Schriftführerin: Rechtsanwältin und Notarin Katrin Peus, Meschede